# Трухляки
Трухляки́ (лат. Pythidae) — семейство жуков (Coleoptera).

## Описание
Блестящие жуки с уплощенным телом длиной 7—43 мм, напоминают жужелиц.

## Биология
Развиваются под корой деревьев в ходах ксилофагов. По характеру питания являются сапрофагами и хищникам.

## Систематика
Семейство объединяет около 50 видов. В России известно 5 видов (В Голарктике — 10). Источник оценки: Г. С. Медведев [1995].
- Anaplopus Blackburn, 1890[2]
- Ischyomius[3][4][5]
- Osphyoplesius
  - Osphyoplesius anophthalmus Winkler, 1915
  - Osphyoplesius loeblis Español, 1975
- Priognathus -
- Pytho Latreille, 1796
  - Pytho abieticola J. Sahlberg, 1875
  - Pytho depressus Linnaeus, 1767
  - Pytho kolwensis C. Sahlberg, 1833
- Pythoceropsis
- Sphalma
- Trimitomerus